# 迎日湾
迎日湾（ヨンイルわん、ハングル：영일만）は、大韓民国慶尚北道浦項市にある湾。日本海に面し、西の達萬岬と東の虎尾串（長鬐岬）を結ぶ内側の海域である。沿岸には浦項市街地と興海邑・東海面・虎尾串面がある。

## 自然環境
湾の東側を虎尾串が遮る風波の少ない天然の良港である。
断層運動で形成された兄山江地溝帯の北東端に位置する。
東北方向に伸びた太白山脈と虎尾串から慶州の吐含山をつなぐ南西方向の山系がこの地域の南部にあり、この二山系の間で南東方向に兄山江が迎日湾に流入して河口付近の浦項市内に広い沖積地である浦項平野を形成している。
湾口は北東向き、水深は約200mであり、外海に行くほど水深の傾斜が非常に急な海底地形を示す。
幅約10㎞、湾入は約12㎞に達し、水深は海岸から1〜2㎞地点までは10m程度、湾口では16〜19m程度である。
湾奥には2㎞に達する半月形の砂洲になった松島海水浴場があり、防風林として植林されたクロマツ・ヒノキが鬱蒼とした森を形作っている。
気候は概して海洋性気候の特色を示すか寒暑の差が大きく、冬には気温が最低-15℃以下まで、夏には最高35℃以上まで上下する時もある。

## 歴史
古代には新羅の斤烏支県に属した。
「迎日」という地名は高麗時代の延日県に由来し、『三国遺事』阿達羅王四年（157年）の延烏郎と細烏女の説話に現れる。それによれば、日月の精である延烏郎細烏女夫婦が日本へ渡ったため日月が光を失い、王が使いを寄越したが、延烏郎は日本で王（新羅人が王になったという記録がないことから大王のことではなく地方を治める小王であるとみられる）として迎えられているのを天命として帰国を拒み、代わりに細烏女の織った綃（絹の織物）を与え、それで天を祭ったところ日月が元に戻った事から、天を祭った所を迎日県または都祈野と呼んだのだという。
| 「                               | 第八阿達羅王即位四年丁酉 東海濱有延烏郞 細烏女 夫婦而居 一日延烏歸海採藻 忽有一巖(一云一魚) 負歸日本 國人見之曰 此非常人也 乃立爲王 (按日本帝記 前後無新羅人爲王者 此乃邊邑小王而非眞王也) 細烏怪夫不來 歸尋之 見夫脱鞋 亦上其巖 巖亦負歸如前 其國人驚訝 奏獻於王 夫婦相會 立爲貴妃 是時新羅日月無光 日者奏云 日月之精 降在我國 今去日本 故致斯怪 王遣使求二人 延烏曰 我到此國 天使然也 今何歸乎 雖然朕之妃有所織細綃 以此祭天可矣 仍賜其綃 使人來奏 依其言而祭之 然後日月如舊 藏其綃於御庫爲國寶 名其庫爲貴妃庫 祭天所名迎日懸 又都祈野 | 」 |
| —『三国遺事』巻一・延烏郎 細烏女 | |    |

## 交通
迎日湾港
- 舞鶴航路　2020年9月17日より週1往復で運航[6]。

京都舞鶴港 - 浦項迎日湾港 - ウラジオストク

## 産業
近海にブリ、サバ、ニシンなどの漁獲がある。
湾内に重工業都市かつ水産都市である浦項市がある。同市は1967年に兄山江河口一帯が総合製鉄工業地域に設定されたことで、本格的な東南海岸工業ベルト地域の拠点都市として開発され始めた。
兄山江の河口付近は浦項工業団地と松島遊園地が位置する。
浦項工業基地には関連産業である金属・機械部品メーカーの工業団地が立地していて、製鉄・金属・機械工業が系列化された一つの重化学工業コンビナートを形成している。
湾奥部に注ぐ兄山江が運搬する土砂によって広大な砂州が形成されており、浦項港への大型船舶の接岸を妨げてきたが、1973年砂州の一部が埋め立てられ，韓国最初の一貫製鉄所である浦項製鉄所が建設された。以来沿岸一帯は韓国屈指の金属工業基地として発展し、港湾施設も整備されてきた。
浦項港内には旧港・新港・迎日湾港などが位置している。2009年8月には浦項迎日湾港第1段階が完成した。
迎日湾沿岸は人口密度の高い市街地地域に隣接して公団地域が密接なところである。兄山江からの排水が流入するため水質保全対策が求められている。
2024年6月3日、尹錫悦大統領は就任後初の国政ブリーフィングで、迎日湾沖の日本海に140億バレルに達する石油とガスが埋蔵されている可能性が高く、専門家の検証も終わったと述べ、試掘を経て開発の可能性を言及した。

## 軍事
大韓民国1海兵師団が浦項に本部を置く。